# Avtozavodskaja (metropolitana di Mosca)
Avtozavodskaja in russo Автозаво́дская?, che letteralmente significa "della fabbrica di auto", è una stazione della Linea Zamoskvoreckaja, la linea 2 della Metropolitana di Mosca. Prende il nome dalla vicina Zavod imeni Lichačëva, dove venivano costruite le limousine ZIS e ZIL. La stazione fu aperta nel 1943, pochi mesi prima di Novokuzneckaja e Paveleckaja. L'architetto fu Alexey Dushkin.
Gli alti pilastri e le mura sono ricoperte in marmo rosa Oratuoy. Inoltre, Avtozavodskaja è decorata con otto mosaici che raffigurano gli eventi della grande guerra patriottica.
Nel febbraio 2004 tra Avtozavodskaja e Paveleckaja vi fu l'esplosione di una bomba, che causò la morte di più di 40 persone.